# 伊辛冰川
72°24′S 0°57′E / 72.400°S 0.950°E
伊辛冰川是南極洲的冰川，位於東部南極洲的毛德皇后地，屬於斯維爾德魯普山脈的一部分，處於伊辛根山和克維特舍倫嶺之間。